# Grand Hôtel Tremezzo
Le Grand Hôtel Tremezzo est un hôtel historique, en activité depuis 1910, situé à Tremezzo sur le lac de Côme, en Italie.

## Histoire
L'hôtel est construit sur les terrains de la villa Poncetta par Enea Gandola, originaire de Bellagio, lequel avait acheté cette dernière en 1907 avec l'intention d'ouvrir un grand et luxueux hôtel capable de répondre au croissant développement touristique de Tremezzo. Les travaux de construction commencent en 1908 et se terminent en 1910, année de l'inauguration de l'hôtel,.

## Description
Le bâtiment de l'hôtel présente les éléments décoratifs du style Liberty.

## Galerie d'images

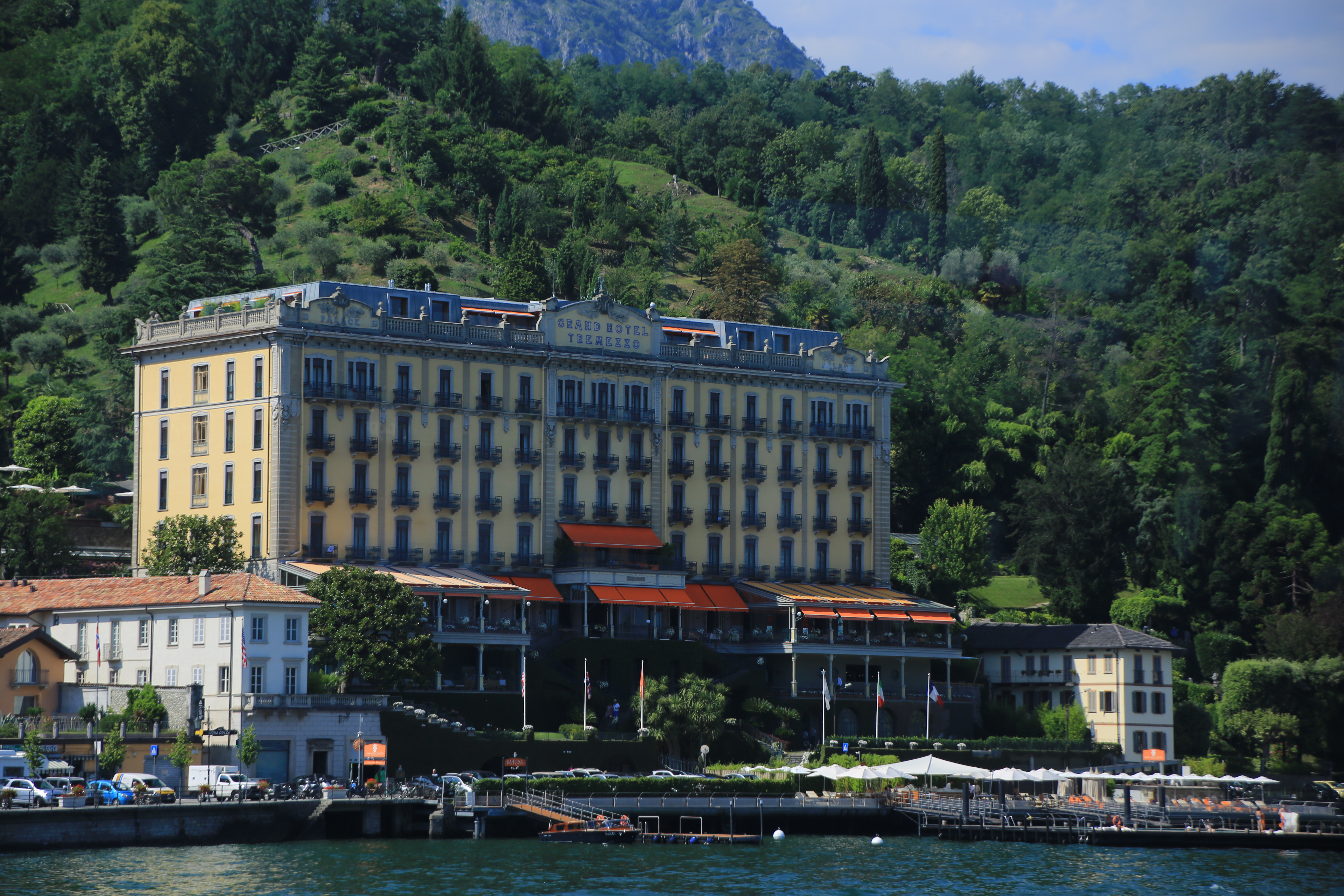
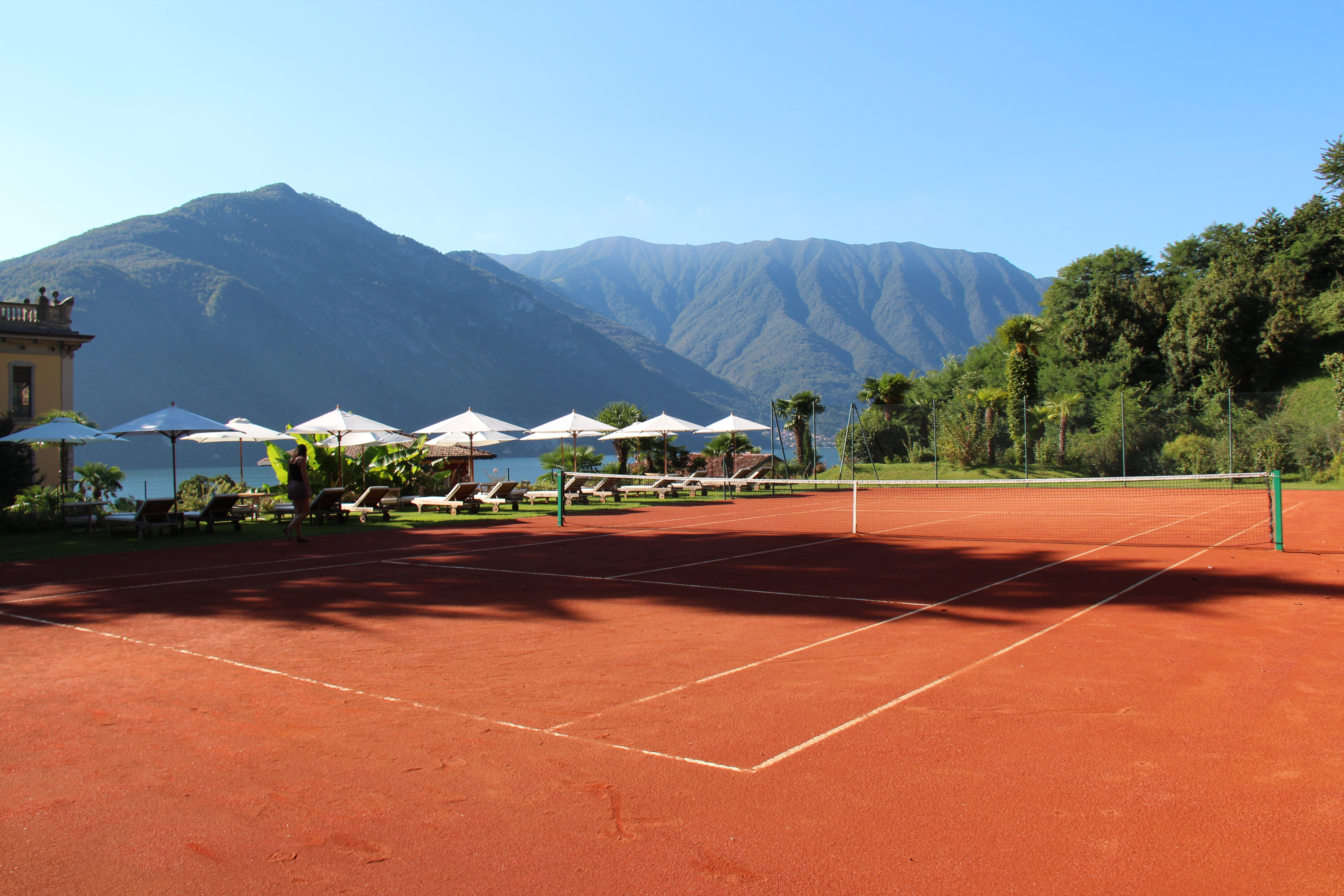
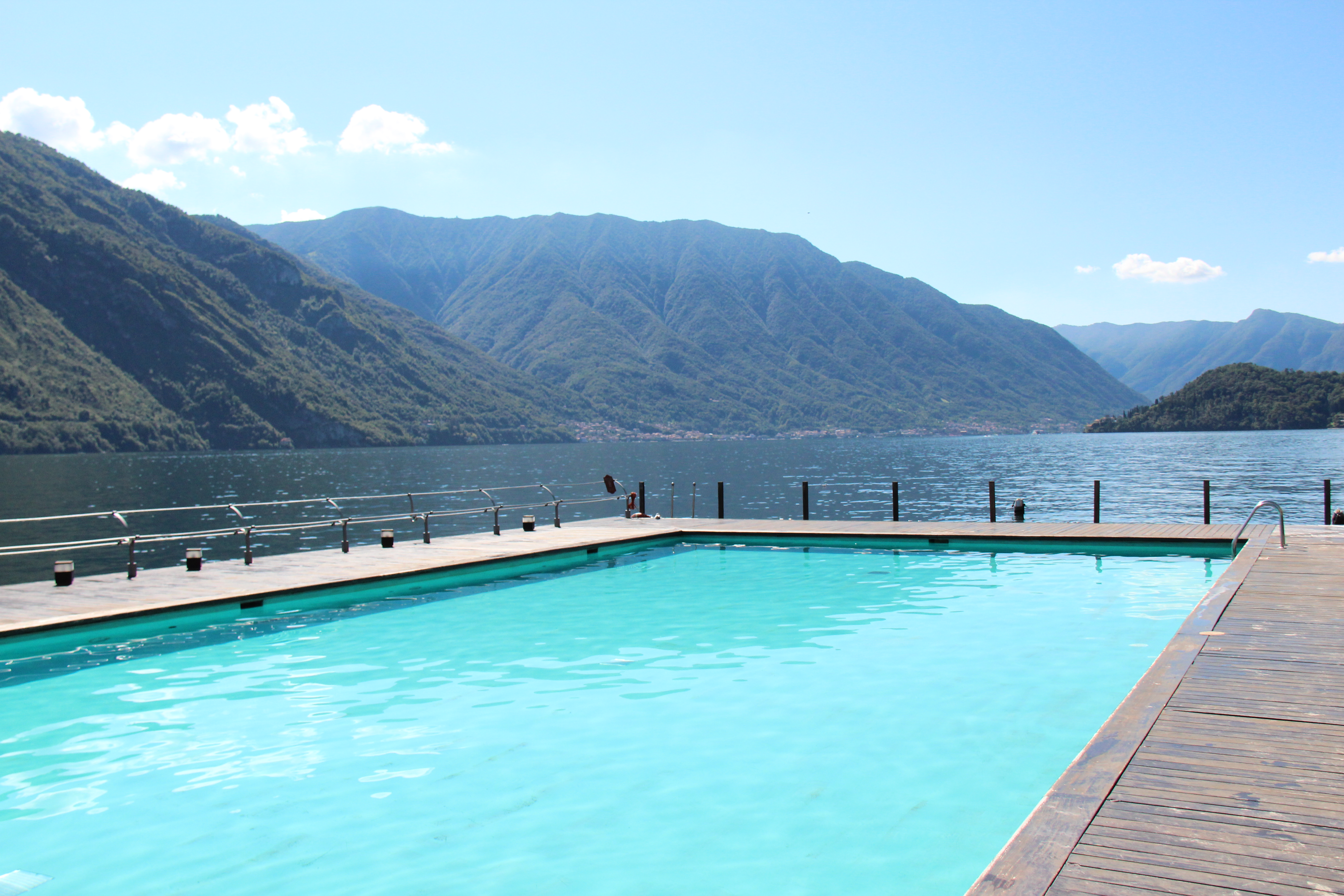